# Tomblaine
Tomblaine és un municipi francès, suburbi de Nancy, situat al departament de Meurthe i Mosel·la, a la regió del Gran Est.
L'any 1999 tenia uns 8.000 habitants. Tomblaine és coneguda per tenir l'Estadi Marcel Picot, l'estadi de futbol del club AS Nancy de la Ligue 2.